# Esbo domkyrkoförsamling
Esbo domkyrkoförsamling (finska: Espoon tuomiokirkkoseurakunta) är en luthersk församling i Esbo i Finland. Församlingen tillhör Esbo kyrkliga samfällighet och Esbo stift. År 2022 hade församlingen 43 752 medlemmar.
Esbo församling delades till Esbo svenska församling och Esbo finska församling år 1950. År 1964 delades finska församlingen till Egentliga Esbo församling (finska: Kanta-Espoon seurakunta), Södra Esbo församling (finska: Etelä-Espoon seurakunta) och Alberga församling. År 2004 ändrades Egentliga Esbo församlings namn till Esbo domkyrkoförsamling.
Huvudkyrkan för församlingen är Esbo domkyrka. Förutom kyrkan finns det flera kapell i församlingens område.

## Präster
Esbo domkyrkoförsamlings kyrkoherde fungerar också som Esbo stifts domprost.
Esbo finska församling
- 1950-1963: kyrkoherde Niilo Mustala

Egentliga Esbo församling
- 1964-1980: kyrkoherde Yrjö Salakka
- 1980-2000: kyrkoherde Pekka Kuusniemi
- 2000-2004: kyrkoherde Marjatta Laitinen

Esbo domkyrkoförsamling
- 2004-2009: domprost Marjatta Laitinen
- 2009-2021 domprost Antti Kujanpää
- 2021− domprost Ari Paavilainen